# 拉克鲁济耶
拉克鲁济耶（法語：La Crouzille，法語發音：[la kʁuzij]）是法国多姆山省的一个市镇，属于里永区。

## 地理
拉克鲁济耶（46°10'51"N, 2°44'42"E）面积18.6 平方千米，位于法国奥弗涅-罗讷-阿尔卑斯大区多姆山省，该省份为法国中南部省份，北起阿列省接壤，东临卢瓦尔省，南至上盧瓦爾省和康塔爾省，西接科雷兹省和克勒兹省。
与拉克鲁济耶接壤的市镇（或旧市镇、城区）包括：罗内、阿尔莱法韦特、孔布拉耶地区蒙泰居、勒卡尔捷、维尔莱、伊乌。

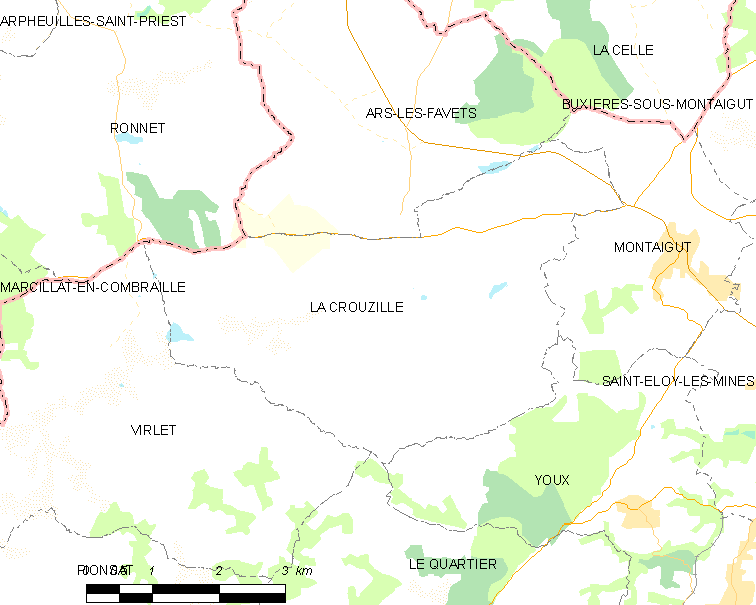
拉克鲁济耶的OSM定位图

拉克鲁济耶的时区为UTC+01:00、UTC+02:00（夏令时）。

## 行政
拉克鲁济耶的邮政编码为63700，INSEE市镇编码为63130。

## 政治
拉克鲁济耶所属的省级选区为圣埃卢瓦莱米讷县。

## 人口

1962-2008年间拉克鲁济耶人口变化图示

拉克鲁济耶于2022年1月1日时的人口数量为259人。